# كيفن ك. ليمان
كيفن ك. ليمان (بالإنجليزية: Kevin K. Lehmann)‏ هو كيميائي أمريكي، ولد في 7 سبتمبر 1955 في نيوآرك في الولايات المتحدة.